# 熱設計電力
熱設計電力（ねつせっけいでんりょく、英: Thermal Design Power, TDP）とは、マイクロプロセッサやグラフィックスプロセッシングユニットなどの大規模集積回路で仕様の一部として提示される最大必要吸熱量のこと。パッケージに取り付ける冷却装置を設計する際に、どの程度の吸熱能力を持たせれば良いかを決定するために使われる指標である。したがって「power」の語が表すものは、この場合電力というより熱出力であるが、日本では「熱設計電力」や「熱設計消費電力」という訳が定着している。

## 定義された背景
集積回路の大規模化、要求性能の向上に伴って発熱量が増大し、これにプロセス・ルールの微細化が進行したことも加わり、集積回路自体の熱で回路が破壊されるまでになっている。このため、効果的な冷却方法の設計（と集積回路の省電力化）が問題となり登場した指標である。一般に大規模集積回路メーカーと冷却装置メーカーは異なるため、どの程度の熱量を最大受け渡しすればよいのかを明確にするために生まれた指標である。大規模集積回路メーカー側から提示される指標であり、冷却装置メーカーに期待あるいは要求する数値と言える。

## CPUにおけるTDPと消費電力
CPUは電力を消費して発熱するため、CPUの消費電力は常に発熱量以上となる。Pentium ProやAMD K6といった古いCPUや、熱的余裕の少ない低TDPのCPUでは、消費電力とTDPは概ね一致する。
TDPは定格周波数で動かした場合を前提としているが、インテル ターボ・ブースト・テクノロジーのように熱的に余裕のある場合は定格を超えてクロック周波数を引き上げる仕組みが登場している。これらの機能が働くことで、負荷が上がった直後、熱が伝わるまでの数ミリ秒だけTDPを超える電力を消費する例や、マザーボードからの設定で恒常的にTDPを超える電力を消費して稼働するようにできる例など、「TDP＜消費電力」という状態も日常茶飯事となっており、CPUへの給電能力もTDPを大きく上回るものが必要とされるようになった。
このような変化に伴い、CPUを効率よく管理するためにTDP以外の指標が用いられるようになる。Intel製CPUにおいては、第8世代以降のCore iシリーズでPL1 (Power Limit 1) とPL2 (Power Limit 2) の設定が可能になった。PL1は継続的に消費可能な電力上限値で、おおむね従来のTDPに相当する。一方で、PL2は高負荷時に短時間であれば到達することが可能な電力上限値であり、この値に従って（冷却システムに余裕があれば）高クロック動作を行う。さらに、第12世代以降のCore iシリーズではPBP (Processor Base Power) とMTP (Maximum Turbo Power) が導入された。PBPはベースクロック時に稼働保証すべき典型的な消費電力で、おおむね従来のTDPやPL1に相当する。一方で、MTPは高負荷時に最大消費できる電力量であり、従来のPL2に近い概念ではあるが、より長時間の維持を目的としている。AMD製CPUにおいては、第2世代以降のRyzenシリーズでPPT (Package Power Tracking) の設定が可能になった。PPTは高負荷時の最大パッケージ電力値の設定を行うものであり、IntelのPL2に近い概念ではあるが、冷却システムに余裕がある限り高クロック動作が続く。